# Buckland End
Buckland End este un cartier în Birmingham, Regatul Unit.